# 1242kHz こちらニッポン放送
『1242kHz こちらニッポン放送』（いちにいよんにいキロヘルツこちらニッポンほうそう）は、フジテレビが『ディビジョン1』で放送した全4回のテレビドラマ。

## ストーリー
有楽町にあるラジオ放送局のニッポン放送で、人気深夜放送『オールナイトニッポン』などを舞台に、局員らが試練を繰り返しながら成長する物語。

## 放送日時
- 2005年6月22日 木曜日（水曜深夜） 01:38 - 02:08
- 2005年7月6日 木曜日（水曜深夜） 01:28 - 01:58
- 2005年7月13日 木曜日（水曜深夜） 01:38 - 02:08
- 2005年7月20日 木曜日（水曜深夜） 01:28 - 01:58

## キャスト
加賀涼子 (33)
演 - 一色紗英
ディレクター。2年前に「ある事件」を起こしている。
白鳥正吾 (24)
演 - 細田よしひこ
入社2年目のAD。
梅田稔 (38)
演 - 光石研
売れっ子構成作家。
時定守 (29)
演 - 川端竜太
信頼を得ているエースディレクター。AD時代、加賀の下にいた。
相田今日子 (25)
演 - いとうあいこ
入社2年目のアシスタント・プロデューサー。
早乙女修二 (30)
演 - 筒井真理子
パーソナリティーの現場担当マネージャー。
轟三郎
演 - 矢島健一
制作部長。
井川満夫 (42)
演 - 遠山俊也
ミキサー。
日野和夫 (45)
演 - 嶋田久作
編成として入社、3年前に制作部に異動してきたプロデューサー。

## 特別出演
パーソナリティ役として一部シーンに一瞬出演している。
- ナインティナイン（第1話）
- 松浦亜弥（第1話）
- 本谷有希子（第1話）
- 西川貴教（第2話）
- 上田晋也（第2話）
- SHOGO（第3話）

## スタッフ
- 脚本 - 酒井雅秋
- スーパーバイザー - 永山耕三
- チーフプロデューサー - 高井一郎
- 企画 - 中野利幸
- プロデューサー - 増本淳
- 演出 - 高木健太郎
- 制作 - フジテレビドラマ制作センター
- 制作協力 - ニッポン放送